# Fakulteta za novinarstvo v Moskvi
Fakulteta za novinarstvo v Moskvi (rusko Факультет журналистики МГУ) je javna fakulteta, ki ponuja študij novinarstva in deluje v sklopu Moskovske državne univerze; ustanovljena je bila leta 1952.